# 10. ceremonia wręczenia nagród Brytyjskiej Akademii Filmowej
10. ceremonia rozdania nagród Brytyjskiej Akademii Sztuk Filmowych i Telewizyjnych.
Najwięcej statuetek otrzymał film Dosięgnąć nieba (4).

## Laureaci
Laureaci oznaczeni są wytłuszczeniem

### Najlepszy film
- Gervaise
- Młodzi przyjaciele
- Laleczka
- Bitwa o ujście rzeki
- Cień
- Le Défroqué
- Faceci i laleczki
- Zabójstwo
- Człowiek, którego nie było
- Złotoręki
- Piknik
- Trzpiotka
- Dosięgnąć nieba
- Buntownik bez powodu
- Uśmiech nocy
- A Town Like Alice
- Kłopoty z Harrym
- Wojna i pokój
- U progu ciemności

### Najlepszy aktor
- François Périer − Gervaise
- Karl Malden − Laleczka
- Pierre Fresnay − Le Défroqué
- Frank Sinatra − Złotoręki
- Spencer Tracy − Góry w śniegu
- William Holden − Piknik
- James Dean − Buntownik bez powodu
- Gunnar Björnstrand − Uśmiech nocy

### Najlepszy brytyjski aktor
- Peter Finch − A Town Like Alice
- Jack Hawkins − The Long Arm
- Kenneth More − Reach for the Sky

### Najlepsza aktorka
- Anna Magnani − Tatuowana róża
- Carroll Baker − Laleczka
- Ava Gardner − Ludzie mieszanej krwi
- Maria Schell − Gervaise
- Jean Simmons − Faceci i laleczki
- Susan Hayward − Jutro będę płakać
- Kim Novak − Piknik
- Marisa Pavan − Tatuowana róża
- Eva Dahlbeck − Uśmiech nocy
- Shirley MacLaine − Kłopoty z Harrym

### Najlepsza brytyjska aktorka
- Virginia McKenna − A Town Like Alice
- Dorothy Alison − Dosięgnąć nieba
- Audrey Hepburn − Wojna i pokój

### Najlepszy brytyjski film
- Dosięgnąć nieba
- Człowiek, którego nie było
- Bitwa o ujście rzeki
- A Town Like Alice
- U progu ciemności

### Najlepszy brytyjski scenariusz
- Nigel Balchin − Człowiek, którego nie było